# 索莫特
索莫特（法語：Sommauthe，法語發音：[sɔmot]）是法国阿登省的一个市镇，属于武济耶区。

## 地理
索莫特（49°29'34"N, 4°59'1"E）面积9.78 平方千米，位于法国大東部大區阿登省，该省份为法国北部内陆省份，西接埃纳省，南至马恩省，东临默兹省，北与比利时接壤。
与索莫特接壤的市镇（或旧市镇、城区）包括：阿戈讷地区博蒙、圣皮埃尔蒙、沃昂迪约莱。

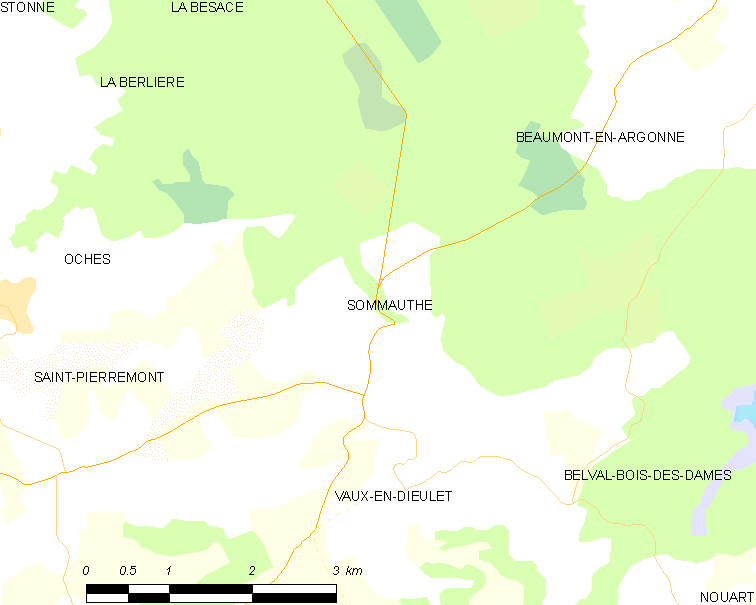
索莫特的OSM定位图

索莫特的时区为UTC+01:00、UTC+02:00（夏令时）。

## 行政
索莫特的邮政编码为08240，INSEE市镇编码为08424。

## 政治
索莫特所属的省级选区为武济耶县。

## 人口

1962-2008年间索莫特人口变化图示

索莫特于2022年1月1日时的人口数量为131人。